# Mizzimadetha Ayedawbon
Mizzimadetha Ayedawbon (birm. မဇ္ဈိမဒေသ အရေးတော်ပုံ /myi’zzíma̰ dèiθa̰ əyéi dɔ̀ bòʊ̃/) – birmańska kronika opisująca historię Arakanu po aneksji królestwa Mrauk U przez królestwo Konbaung począwszy od roku 1785 do roku 1816. Została spisana w 1823 r. przez Ne Myo Zeya Kyawhtina, gubernatora Thandwè z nadania Konbaung, który był synem arakańskiego ojca i birmańskiej matki z królewskiego rodu Ava.
Kronika ma trzy rozdziały. Rozdział I opisuje opór Arakanu w latach 1785–1795 oraz to, w jaki sposób został on zduszony. Rozdział II obejmuje bunt Chin Byana w latach 1798–1811. W rozdziale III znalazł się opis misji wysłanej do Indii przez króla Bodawpayę w celu zebrania starożytnych rękopisów religijnych oraz uzyskania informacji wywiadowczych na temat brytyjskiej ekspansji. Do rozdziału dołączono królewskie rozkazy Bodawpayi mające związek z misją, przesłane królowi meldunki dotyczące indyjskiej księżniczki i jej świty oraz królewski rozkaz poszerzenia drogi między Thandwè a Pyain.
Zdaniem historyka Yi Yi Mizzimadetha Ayedawbon nie jest w pełni ukształtowaną kroniką – wskazuje on na to, że sam autor określał ją jako sadan (traktat).